# Асоціація атеїстів (Туреччина)
Ateizm Derneği (українською: Асоціація атеїстів) — це турецька некомерційна організація, яка описує себе як асоціація вільнодумців заснована 16 квітня 2014 року для просування та захисту концепції атеїзму та служить для підтримки нерелігійних людей і вільнодумців у Туреччині, які зазнають дискримінації на основі своїх поглядів. Штаб-квартира Ateizm Derneği розташована в Кадикей, Стамбул. Станом на 2019 рік її президентом є Селін Озкохен.

## Історія
На момент заснування організацію очолювало правління з одинадцяти членів під головуванням Толги Інчі. Це перша юридично визнана турецька атеїстична організація і одна з перших у світі в країні з мусульманською більшістю.
Безпосереднім приводом для створення організації стало зауваження президента Реджепа Тайіпа Ердогана, який стимулював тенденції до ісламізації Туреччини, і сказав: «… незважаючи на [протести] лівих, незважаючи на цих атеїстів. Вони терористи», посилаючись на його виконання планів будівництва, незважаючи на студентські протести в Анкарі .

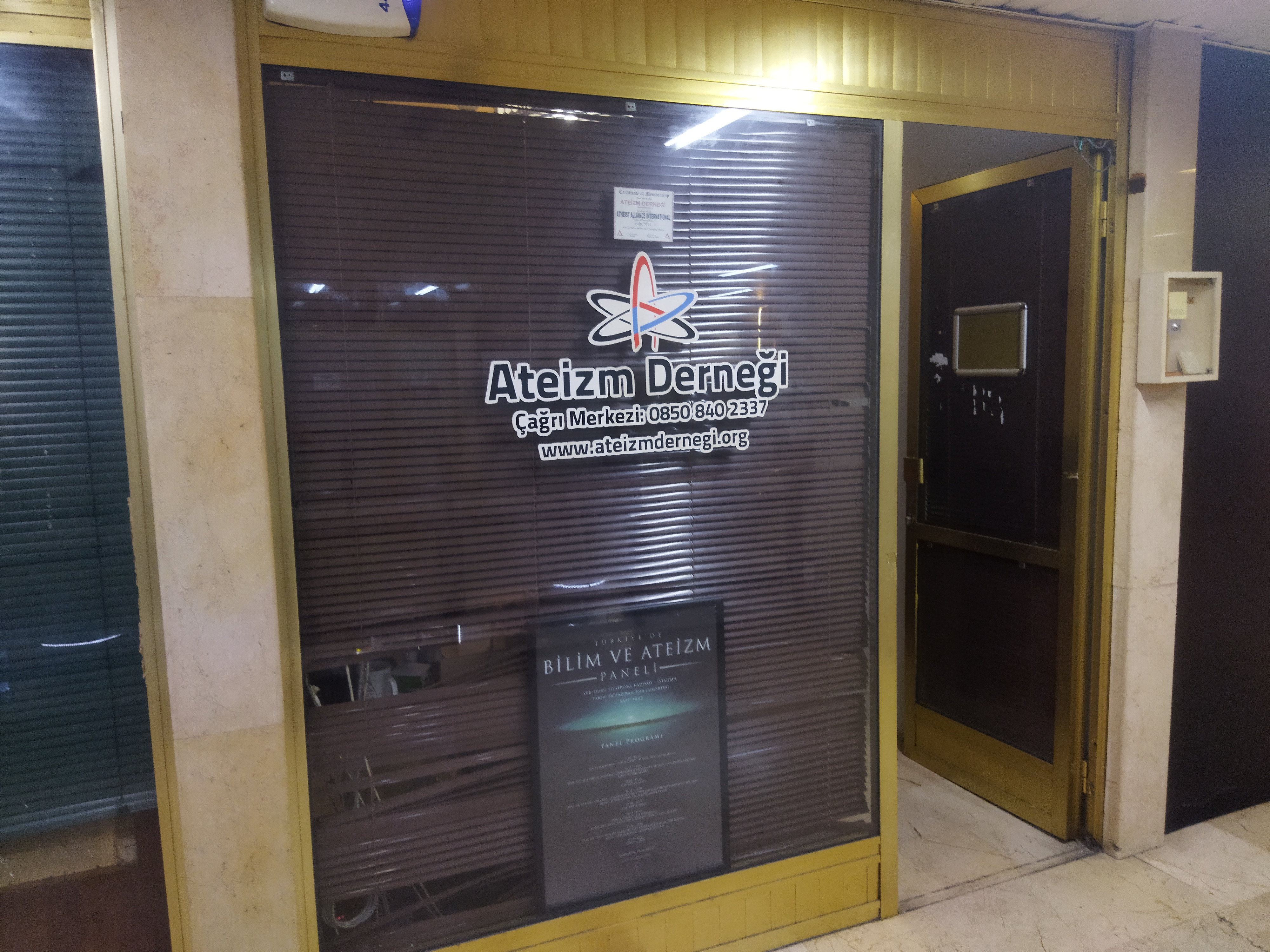
Стамбульська філія Ateizm Derneği

Заснування асоціації з бюрократичної точки зору пройшло без проблем, але через переслідування та погрози було встановлено камери спостереження, пристрої для запису телефонних розмов і тривожну кнопку для швидкого зв'язку з поліцією.
У 2015 році Ateizm Derneği був представлений у нідерландському документальному фільмі Дороте Форми «Серед невіруючих». У фільмі кілька членів асоціації дали інтерв'ю колишньому голландському члену парламенту та президенту Нідерландської асоціації гуманістів Борису ван дер Хаму.
У 2018 році деякі ЗМІ повідомляли, що Ateizm Derneği закриється через тиск на його членів і нападки з боку провладних медіа. Однак сама асоціація спростувала ці повідомлення, заявивши, що вона все ще активна.

## Визнання та нагороди
У червні 2014 року Ateizm Derneği був визнаний Європейським Союзом як представницька організація турецьких атеїстів.
У 2017 році асоціація отримала нагороду Сапіо Міжнародної ліги нерелігійних і атеїстів як перша організація на Близькому Сході, яка захищає права атеїстів.

## Ворожнеча та переслідування атеїстів
Члени асоціації стають мішенями та отримують погрози вбивством. Доступ до веб-сайтів асоціацій було заблоковано в Туреччині за ймовірними звинуваченнями в можливому порушенні закону.
У листопаді 2021 року під час стереотипної мови ненависті автор ПСР tr:Emine Şenlikoğlu сказала: "Атеїзм і деїзм схожі на тваринний світ… Шенлікоглу сказав: "Батько і дочка, мати, син і рідні брати в атеїзмі чи деїзмі вдаються до інцесту. " Асоціація атеїстів подала кримінальну скаргу через використання мови ненависті.